# Nogada
La nogada es una salsa cuyo ingrediente principal es la nuez, y es típica de varias gastronomías del mundo.

## Historia
En los recetarios medievales de la cocina sefardí se mencionaba la elaboración de platos con esta especie de salsa, elaborada con un majado de nueces o almendras como al «pihtí» se añadía la nogada. Estas pastas de almendra dieron lugar a diversas preparaciones dulces como el mazapán de Toledo, y en la zona de levante español a salsas como la nogada que acompaña frecuentemente a platos de pescado. La elaboración de esta salsa es popular en la cocina española hasta el siglo XVIII, donde aparece referenciada en diversos diccionarios y libros de cocina. 
La salsa, con algunas modificaciones locales, pasa a ser empleada en algunas cocinas de la América española, donde se traslada la planta que es conocida precisamente como «nuez de Castilla». La receta se reproduce en zonas del Virreinato del Perú como la actual tierra boliviana (la nogada de gallina negra catalana), así como en el actual México, donde un plato típico fueron y siguen siendo los chiles en nogada. La versión americana evoluciona para ser mezclada con cremas diversas y especias autóctonas.

## Por país

### Bolivia
En la cocina boliviana, son típicas varias carnes guisadas en nogada.

### Ecuador
En la cocina ecuatoriana, la nogada no es una salsa sino un dulce o golosina.

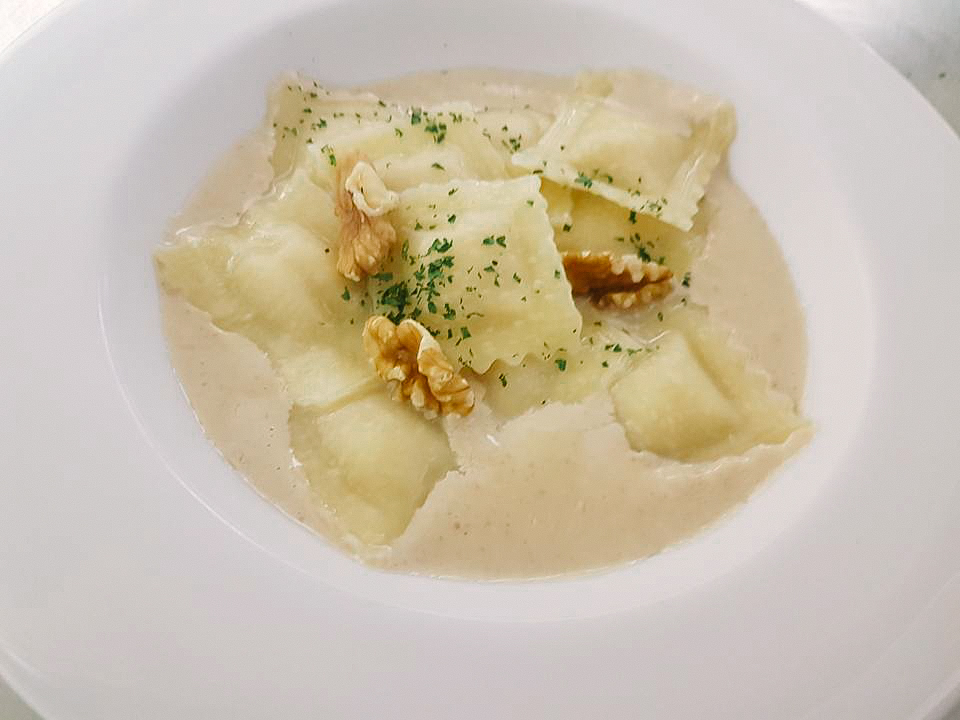
Raviolis en salsa de nous (Cataluña).

### España
En la cocina catalana, la nogada o salsa de nous es una salsa espesa hecha con nueces peladas, leche evaporada, cebolla, azúcar, vino blanco, aceite de oliva y pimienta negra. Suele acompañar al pescado, aunque también carne, setas o pasta. 
En la provincia de Castellón se denomina por extensión a un guiso de patatas que se sirve con esta salsa de nueces.

### Chile
En la cocina chilena, la salsa nogada es una salsa típica también llamada «picada» que es típica de la zona de Los Andes. Además de nueces, incluye miga de pan remojada en leche y crema o queso fresco, entre otros ingredientes.
Esta salsa acompaña varias piezas de carne. Es tradicional la cazuela nogada, a base de carne de ave, así como la lengua de res nogada. La cazuela nogada es un plato representativo de la gastronomía criolla de Chile, particularmente del Valle del Aconcagua.

### México

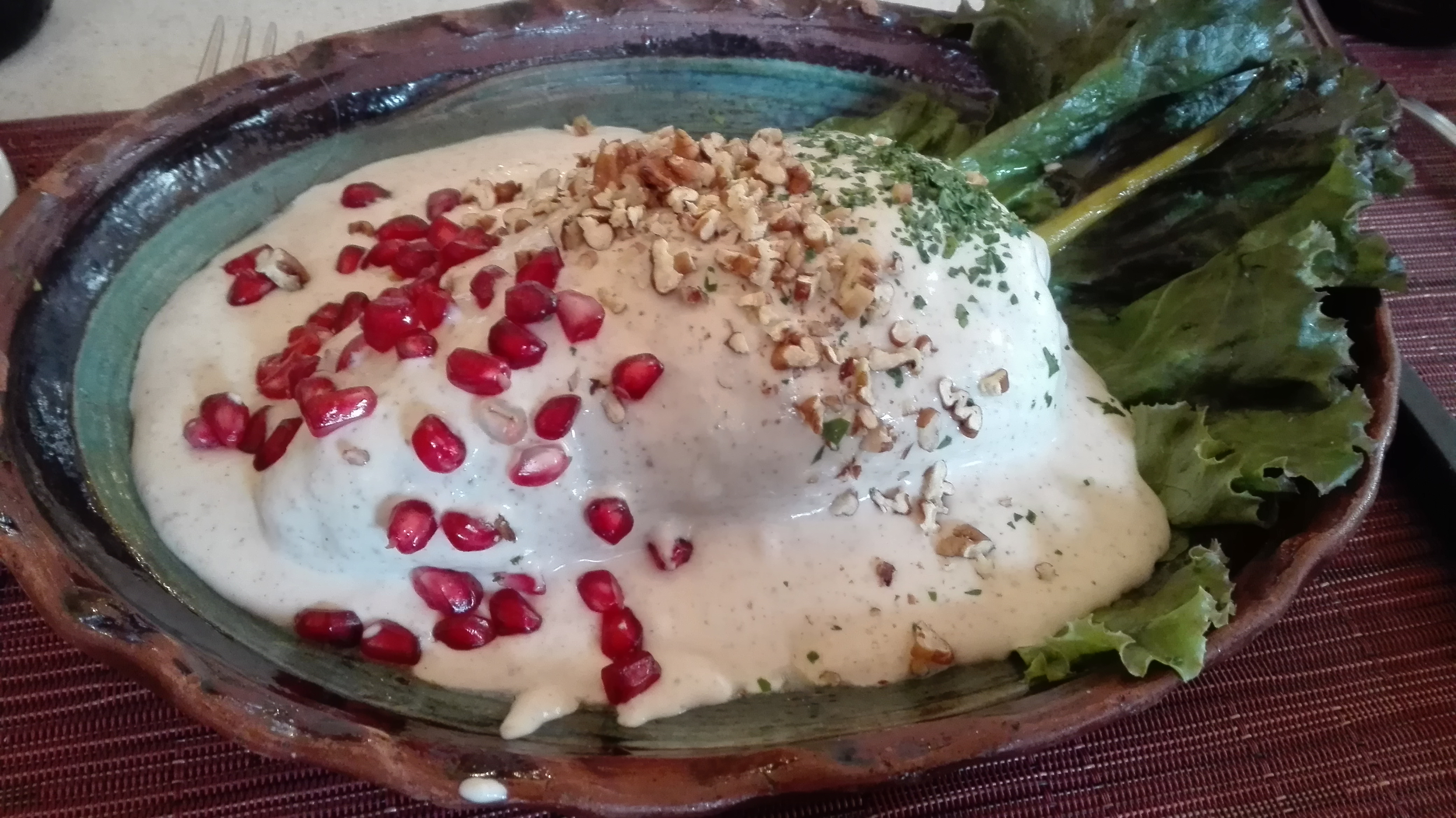
Chile en nogada.

En la cocina mexicana, la nogada se usa principalmente para bañar un tipo de chile relleno de carne molida, frutas y frutos secos llamado chile en nogada. En México la nogada lleva almendras y nueces de Castilla, vino blanco o jerez, leche condensada, nuez moscada, crema de leche, queso crema, azúcar.
Por extensión, la nogada también puede hacer referencia a cualquier salsa que lleve frutos secos, tenga o no nueces de Castilla. También es conocida, especialmente en Veracruz, la gallina en nogada, pero en este caso la nogada no suele incorporar productos lácteos (a veces queso crema), a veces cacahuates en vez de nueces, y a veces también chile seco.
Tanto los chiles como la gallina en nogada se suelen decorar, justo antes de servirse, con cilantro picado y granos de granada, representando la bandera de México.